# Camp 7 - Lager femminile
Camp 7 - Lager femminile (Love Camp 7) è un film statunitense del 1969, diretto da Lee Frost e scritto da Wes Bishop e Bob Cresse, con il secondo dei due che interpretò nel film un sadico comandante del campo. Appartiene ai generi women in prison e nazisploitation.

## Trama
Il film segue due agenti donna britanniche (interpretate da Maria Lease e Kathy Williams) che si offrono volontarie per infiltrarsi sotto copertura in un campo di prigionia nazista per raccogliere informazioni su una detenuta e, possibilmente, per trarla in salvo. Le donne prigioniere del campo sono costrette a prostituirsi per il piacere degli ufficiali tedeschi e sono soggette a trattamenti umilianti, torture, e stupri. Quando le due agenti vengono a conoscenza che il loro obiettivo è tenuto in isolamento, una di esse fa in modo di essere punita per riuscire a stabilire un contatto. Questo comporta per il Luogotenente Harman (Lease) l'essere spogliata ed appesa per i polsi. L'altra donna in isolamento usa il suo corpo per liberare Harman ed insieme provano a scappare. Il piano di fuga si conclude in un'apicale battaglia. Il film mostra nudi integrali femminili frontali per la maggior parte del tempo.

## Accoglienza
Il film è considerato un film di culto, dato che rappresenta l'inizio di una serie di Film d'exploitation aventi come trama donne incarcerate a cui appartengono titoli come Rivelazioni di un'evasa da un carcere femminile (1971) e The Big Bird Cage (1972), entrambi prodotti da Pam Grier. È stato anche il primo film del genere Nazi exploitation che include Ilsa, la belva delle SS (1974), prodotto da David F. Friedman e con numerose sequenze dirette da Dyanne Thorne come personaggio principale, La svastica nel ventre (1977) e L'ultima orgia del III Reich (1977).
Nel Regno Unito è stato incluso nella lista censoria dei Video nasty e gli è stato imposto il divieto totale di distribuzione.